# とつげき!ぷるぷる学園
『とつげき! ぷるぷる学園』（とつげき! ぷるぷるがくえん）は、日本の漫画家であるくぼたまことによるギャグ漫画作品。ポプラ社の漫画雑誌『プレコミックブンブン』にて、2004年1月号（創刊号）から2006年9月号まで連載された。全33話。単行本は全3巻。

## あらすじ
200X年。突然地球にやってきた宇宙人「ぷるぷる星人」たちは、地球征服の基地とするため、小学生たけし達の通う小学校をぷるぷるな姿の学校「ぷるぷる学園」に変え、教師になってしまった。

## 登場人物

### ぷるぷる星人
たけし達の小学校を乗っ取った、地球征服をたくらむ宇宙人。手足が短いせいか全般的に泳ぎができない。
大王（だいおう）
ぷるぷる学園の校長。言葉をほぼしゃべらず、胸にある窓で会話を表示する。年齢は10万歳だが、地球の年齢だとまだ子供。
トーリ
ぷるぷる学園の教頭。ヒゲの老人の姿をしたぷるぷる星人。
ポル川（ポルかわ）
ぷるぷる学園の教師。双子のポル山と仲が悪い。
ポル山（ポルやま）
ぷるぷる学園の教師。双子のポル川と仲が悪い。
タイツ隊（タイツたい）
1号と2号の2人組。いつも黒い全身タイツを身に着けている。タイツと歯が命。後に七夕の願いの力によって大王も加入し、3人組となった。アーティスティックスイミング時はフルボディの水着を着用した「全身水着隊」、冬はジャージを着用した「ジャージスリー」の名で活動する。
ガマー
凄腕の用心棒。通称「鎖鎌のガマー」。鎖鎌の使い手で、元は忍者であるため忍術も得意。宇宙一の用心棒として当初はぷるぷる学園に雇われていたが、鎖鎌がほどけなくなってクビにされ、以降アパート「たおれ荘」で貧乏生活を続けている。
ズラ
髷、眉毛、ヒゲが特徴的なぷるぷる星人。いつもトーリへのイタズラを考えている。方向オンチなデシが迷子にならないよう、普段面倒を見ている。
デシ
羽とくちばし、ミカンのような顔を持つぷるぷる星人。ズラと仲が良い。極端な方向音痴。
ミスターX（ミスターペケ）
ぷるぷる学園の理科の先生。発明が得意。
体育の先生（たいいくのせんせい）
ぷるぷる学園の体育の先生。よく他の教科の授業を乗っ取ったり、日常的にたけしに絡む。目からは先生ビームを発射する。フリスビー大会にはフリスビーとしてよく出場している。暑いと体が溶ける。宇宙めんこ大会ではユーモア賞を3年連続受賞した。
ツック
とがった口のぷるぷる星人。
プリンスエスパー
エスパー。超能力で相手の考えていることが分かる。ただし、ぷるぷる星人の心しか正しく読むことができない。
ニオウ
鬼のような姿のぷるぷる星人。ぷるぷる星一番の力持ちで暴れ者。
プリー
ぷるぷる学園の保健の先生。
ゲオ
ぷるぷる星人のひとり。
ムール
ぷるぷる星人のひとり。
虫歯菌（むしばきん）
ぷるぷる星の虫歯菌。ぷるぷる星人の歯に住み着いて虫歯を掘ることが仕事。
タクマ
トーリの甥。ぷるぷる星のぷるぷる学園の生徒で、スイカ割り部のキャプテン。父はプロのスイカ割り選手。厳しい修行の結果、目隠しをされてもスイカのある場所が分かるようになった。
ヘソマー
ぷるぷる星人のひとり。寒ければ寒いほど暑がるなど、本当のことと反対のことを言うへそまがりな性格。ヘソがすごく曲がっている。
大大王（だいだいおう）
大王の父。
女王（じょおう）
大王の母。
ぷるぷる巨神（ぷるぷるきょじん）
ぷるぷる星人がピンチになった時に現れる伝説の巨神。王の血を継ぐものが内部に乗り込むことで操縦できる。かつてぷるぷる星が凶悪な竜「宇宙ドラゴン」に襲われたときに現れ、大大王の操縦でドラゴンを打ち払った。操縦マニュアルは厚い。

### 地球人
たけし
ぷるぷる学園3年生のわんぱくな少年。
じろう
ぷるぷる学園3年生の少年。たけしの友人。
委員長
ぷるぷる学園3年生の少女。たけしの友人。
みつる
ぷるぷる学園生徒の少年。たけしの友人。
こうじ
ぷるぷる学園3年B組の少年。
じいちゃん
たけしの祖父。

### その他
死神（しにがみ）
地獄から来た死神。トーリが地球征服の助っ人として呼び寄せたが、たけしのイタズラによって死神の鎌を奪われ、行き場をなくす。以降農家に住み込み、農業をしている。鎌で切り裂いた空間からどこへでも移動できる（のちに鍬でもできるようになった）。地獄神に地上で暮らすことを認める代わりに「死神」の名を名乗ることを禁止され、その後は「生き神」（通称いっくん）を名乗る。
ペル
たけしの親戚が飼っている犬。
メット
宇宙No.2の用心棒。過去に宇宙用心棒No.1決定戦でガマーに敗北し、以降厳しい特訓をしてきた。宇宙一の大金持ち「メットコンツェルン」の御曹司だが、貧乏なガマーの姿を見て自身も同じアパートで貧乏修行を始める。いつもかぶっているヘルメットには、通信機能が内蔵されている。
バタバタン
蝶怪人。鱗粉を浴びた生き物を操ることができる。弱点は、面倒くさがりなこと。
セッカイ
宇宙怪獣。おせっかいを焼くために星から星へ渡り歩き、逆らうと巨大化して暴れ出す。
びんぼー神（びんぼーがみ）
ガマーにとりつくためにやってきた貧乏神。通称「びーちゃん」。貧乏な人にとりついてますます貧乏にしてしまう恐ろしい神様。ガマーに弟子入りした。
プルル星のプリンセス
メットのフィアンセ。地球の風習に倣い、バレンタインデーにチョコレート製のメットの像を贈ってきた。
ラメイ
宇宙の用心棒。今年度の宇宙用心棒No.1決定戦で優勝し、出場していなかったメットとガマーに勝負をしかけてきた。
チャッピー
死神の飼っている犬。
地獄神（じごくしん）
地獄で最も偉い不死の神。死神を地獄へ連れ戻すため、地上にやってきた。
カッチー
地球侵略にやってきたカチカチ星人。たけし達を人質に取り、地球人に降伏を要求した。

## 用語
ぷるぷる学園
ぷるぷる星人の「ぷるぷる光線」の力によってぷるぷるにされてしまった、たけし達の通う小学校。校舎が意思を持って動く。校訓は「努力・ぷるぷる・地球せいふく」。
ぷるぷる光線
あらゆるものをぷるぷるな姿に変えてしまう光線。ぷるぷる星人の宇宙船や光線銃に装備されている。
アントニオ「命」
ミスターXの発明品。命のないものに命を与える銃。理科室の人体模型や標本、たけしの家のこいのぼりに対して使用された。
メリッコ
ぷるぷる星のお菓子。価格は1箱50プルプル。ゼリーのように柔らかく、味はドーナツに似ている。空を飛ぶ。
シャベルト・ドカーン
ミスターXの所持品。音に反応して爆発する爆弾。
ぷるぷる桜
ぷるぷる星の桜。走り回ることができ、元気な子供が追いかけてくれればくれるほど美しく咲く。
ミニプルガン
ミスターXの所持品。光線「ミニプル光線」でなんでも小さくすることができる。
デカプル光線銃
ミニプルガンとは逆に、なんでも大きくすることができる光線銃。
ぷるぷる竹
ぷるぷる星の竹。七夕の日に先端に短冊を張り付けると、その短冊に書いた願いが叶う。
パロピッチ1号
体育の先生が持ってきた掃除機。吸い込みたい物を頭で念じるだけで勝手に掃除をしてくれる優れもの。柄の悪い口調でしゃべる。
ペルチョッピ
体育の先生が連れてきた生物。
ぷるぷるフデ
ぷるぷる星の書き初め「ぷるぷる書き初め」に使用する筆。
どんな汚れもあっという間に消してしまう石けん
体育の先生が持ってきた石鹸。
プルプルンダー
ぷるぷる星人たちが開発した「地球せいふくロボ」。そのぷるぷるな体はどんな攻撃も跳ね返す上、500mにまで巨大化することも可能。
ケムキ
体育の先生が連れてきた生物。
カチカチバリア
カチカチ星人の宇宙船に装備されたバリア。いかなる攻撃も受け付けないと思われたが、ぷるぷる光線の効果によって相殺・消滅した。
カチカチ光線
あらゆるものをカチカチに変えてしまう光線。30秒以上浴びると石になってしまう。カチカチ星人の宇宙船に装備されている。

## 書籍
くぼた まこと 『とつげき! ぷるぷる学園』 ポプラ社〈ブンブンコミックス〉、全3巻
1. 2005年2月10日発売 ISBN 978-4-591-08437-3
2. 2006年1月10日発売 ISBN 978-4-591-09001-5
3. 2006年11月10日発売 ISBN 978-4-591-09466-2